# SIS Swiss International School
Die SIS Swiss International School ist eine internationale, private Ganztagsschulgruppe mit Hauptsitz in der Schweiz. Sie bietet vom Kindergarten bis zur Hochschulreife durchgängig zweisprachigen Unterricht in der jeweiligen Landessprache und Englisch nach dem Immersionsprinzip an. Anerkannt sind nationale und internationale Abschlüsse wie das deutsche Abitur und das International Baccalaureate Diploma (IB). Träger ist die Klett Gruppe.
Mit Stand 2024 betreibt die SIS 19 Schulen in der Schweiz, Deutschland, Brasilien und Italien. Sie werden von 4 907 Schülerinnen und Schülern aus 102 Nationen besucht und beschäftigen 1 061 Mitarbeitende.

## Geschichte
Nach Angaben der Swiss International School geht die Entstehung der ersten SIS in Basel auf ein 1999 an der Minerva Volksschule Basel gestartetes Pilotprojekt mit einer deutsch-englischen Klasse zurück. Unabhängig davon ist belegt, dass in den Jahren 2003/04 unter der Bezeichnung «SIS … at Minerva Schulen Basel» eine internationale deutsch-englische Abteilung aufgebaut wurde, deren raschen Vollausbau der Kanton Basel-Stadt mit einer befristeten Defizitgarantie unterstützte.
2008 eröffnete die erste deutsche Niederlassung in Stuttgart-Fellbach. Zwischen 2009 und 2010 folgten weitere Standorte in Deutschland und der Schweiz, darunter Männedorf-Zürich und Schönenwerd. Ab 2011 expandierte die SIS nach Brasilien, 2022 nach Italien. Seit dem 1. Januar 2025 gehört sie vollständig zur Klett-Gruppe.

## Standorte
Die SIS ist in fünf Ländern vertreten:
| Land        | Standort                                 | Eröffnungsjahr             | Quelle |
| ----------- | ---------------------------------------- | -------------------------- | ------ |
| Schweiz     | Basel                                    | 1999                       | [ 1 ]  |
| Schweiz     | Basel-Allschwil                          | 2024                       | [ 1 ]  |
| Schweiz     | Zürich                                   | 2005                       | [ 6 ]  |
| Schweiz     | Zürich-Wollishofen                       | 2000                       | [ 7 ]  |
| Schweiz     | Männedorf-Zürich                         | 2009                       | [ 8 ]  |
| Schweiz     | Pfäffikon-Schwyz                         | 2008                       | [ 1 ]  |
| Schweiz     | Rotkreuz-Zug                             | 2012                       | [ 1 ]  |
| Schweiz     | Schönenwerd                              | 2010                       | [ 9 ]  |
| Deutschland | Stuttgart-Fellbach                       | 2008                       | [ 10 ] |
| Deutschland | Regensburg                               | 2009                       | [ 1 ]  |
| Deutschland | Ingolstadt                               | 2009                       | [ 1 ]  |
| Deutschland | Friedrichshafen                          | 2010                       | [ 1 ]  |
| Deutschland | Berlin                                   | 2016                       | [ 1 ]  |
| Deutschland | Frankfurt                                | 2020                       | [ 1 ]  |
| Deutschland | Kassel                                   | 2021                       | [ 1 ]  |
| Brasilien   | Brasília                                 | 2011                       | [ 1 ]  |
| Brasilien   | Rio de Janeiro (Escola Suíço-Brasileira) | 2014 (Übernahme)           | [ 1 ]  |
| Brasilien   | Rio de Janeiro (Escola Nova)             | 2019 (Integration)         | [ 1 ]  |
| Italien     | Milano-Basiglio                          | 2024                       | [ 1 ]  |
| Spanien     | Madrid (Colegio Suizo de Madrid)         | geplant 2026 (Integration) | [ 11 ] |

Im Juni 2025 gab die SIS Swiss International School Group eine strategische Partnerschaft mit dem Colegio Suizo de Madrid bekannt. Die vollständige Integration in die SIS-Gruppe ist für den 1. September 2026 vorgesehen. Damit wird die SIS in fünf Ländern vertreten sein.

## Bildungskonzept
Die SIS verfolgt acht zentrale Leitprinzipien:
1. Bilingual Experience – Zweisprachiger Unterricht (Deutsch/Landessprache & Englisch), oft nach dem Prinzip „One person, one language“.
2. Independent and Value-Centred Approach – Vermittlung von Werten (Ehrlichkeit, Eigenverantwortung etc.) in werteorientierter, nicht ideologischer Pädagogik.
3. Day School Community – Ganztägiger Schulbetrieb mit Betreuung, Mittagessen und Lernräumen zur Förderung der Gemeinschaft.
4. Performance through Diversity – Kulturelle Vielfalt als Ressource für Lernqualität und interkulturelle Kompetenz.
5. International Education – Local Insight – Vorbereitung auf nationale (z. B. Matura, Abitur) und internationale Abschlüsse (IB) bei lokalem Bezug.
6. Continuity from Kindergarten to College – Durchgängige Bildungswege ohne Brüche.
7. Learning Enhanced by Technology – Zielgerichteter Einsatz digitaler Medien ab dem Kindergarten.
8. Strong Network – SIS steht als Netzwerk für Qualitätssicherung und Zusammenarbeit im Rahmen der Klett-Gruppe.

## Trägerschaft
Die SIS ist Teil der Klett Gruppe, eines führenden Bildungsunternehmens Europas. Sie operiert im Bereich Kindertagesstätten und Schulen im deutschsprachigen Raum.

## SIS-Projekte
Mehrere Standorte waren durch spezielle Projekte in der Öffentlichkeit präsent:
- **Qualitätsinitiative** an der SIS Stuttgart-Fellbach: 2010 Einführung einer EFQM-"Committed to Excellence"-Bewertung, Prozessdokumentation, Lehrkräftebeurteilungssystem und Elternbefragung (91 % positives Feedback) – seither SIS-weit implementiert.[14]
- **Nachhaltigkeitsinitiative** in Frankfurt (emphaSIS Germany, 2025)[15]
- **Teilnahme an Model United Nations** durch SIS Berlin[15]
- **Spendenaktionen** der SIS Friedrichshafen[16]

## Privatschulen in Deutschland
Die Zahl der Privatschulen in Deutschland steigt seit Jahren kontinuierlich. Im Schuljahr 2018/19 gab es laut Statistischem Bundesamt (Destatis) 5 811 allgemeinbildende und berufliche Privatschulen. Das entsprach 14 % aller Schulen (11 % der allgemeinbildenden und 25 % der beruflichen Schulen).
Deutschland liegt damit im europäischen Vergleich hinsichtlich der Privatschülerquote im Mittelfeld. 2018 besuchten im Bereich von Grundschule bis Gymnasium 8,3 % der Kinder und Jugendlichen nichtstaatliche Ersatzschulen, wie die europäische Vergleichsstatistik von Eurostat zeigt. In Belgien lag dieser Anteil bei 56,9 %, im Vereinigten Königreich bei 54,3 % und in Spanien bei 30,8 %.
Mit der fortschreitenden Expansion der SIS-Schulen wurden wiederholt kritische Debatten über Privatschulen geführt. Bereits 2012 stellte die Hans-Böckler-Stiftung fest, dass Privatschulen zahlreiche Vorteile bieten, die staatliche Schulen in dieser Form nicht leisten können, dass sie jedoch aufgrund der hohen Kosten nicht allen Kindern offen stehen. Weitere Analysen beleuchten detaillierter die Situation privater Schulen in Deutschland – nicht nur in Bezug auf die Schülerinnen und Schüler, sondern auch auf die Lehrkräfte.